# Otto Waffenschmied
Otto Waffenschmied (eigentlich: Otto Wawrzyckek; * 16. Juni 1901 in Wien; † 5. Juni 1971 in Hamburg) war ein österreichischer Illustrator, Comiczeichner und -autor. Er war vor allem als Herausgeber und Gestalter der Comiczeitschrift Dideldum bekannt, in der er seine Beiträge als Onkel Dideldum signierte.

## Leben

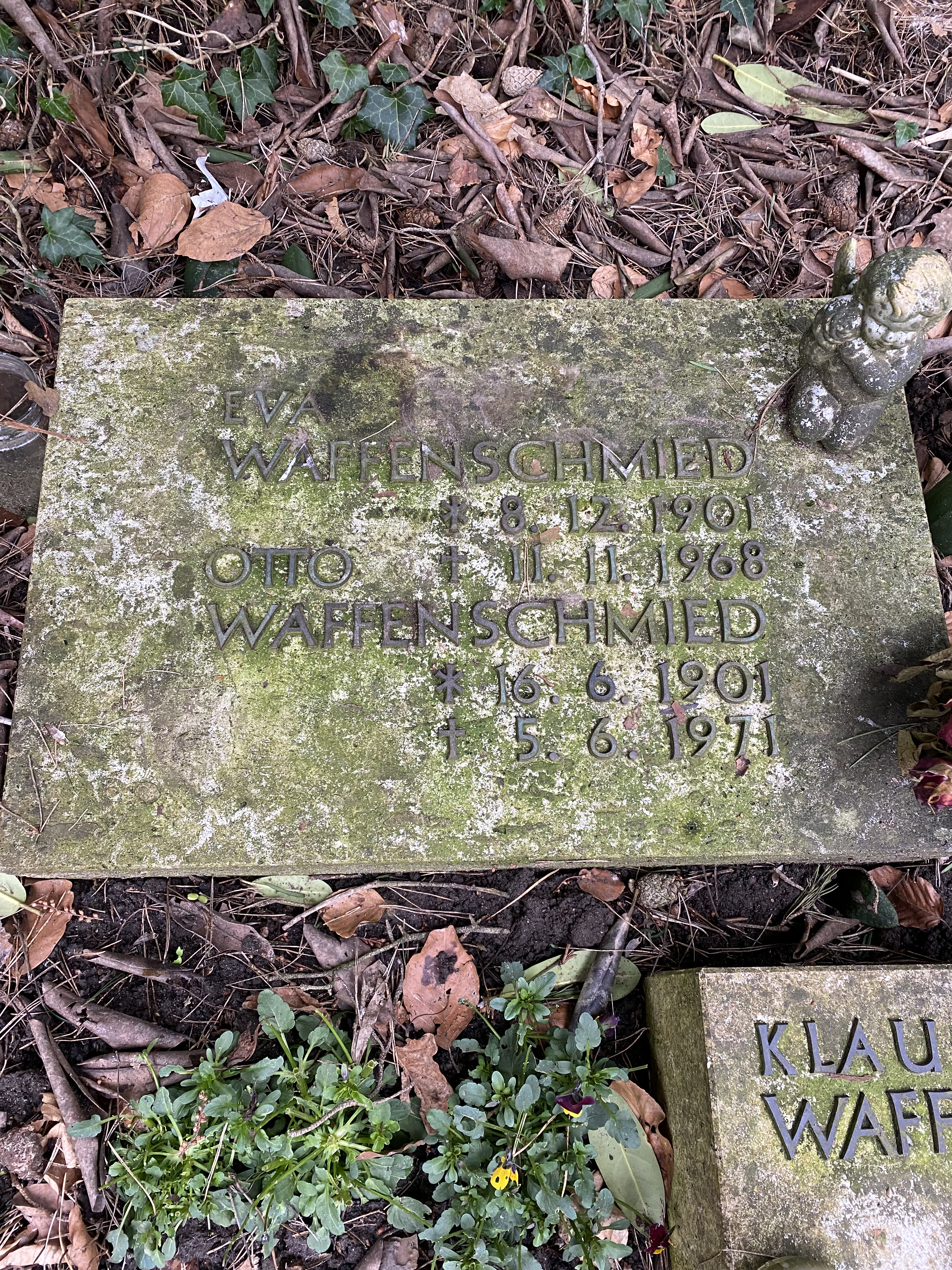
Grabstätte Otto Waffenschmied auf dem Friedhof Ohlsdorf

Waffenschmied war das zweite von insgesamt fünf Kindern des aus Schlesien stammenden Polizisten Adolf Wawrzyckek und seiner aus Wien stammenden Frau Emilie, geborene Pfingstl. Nach dem Besuch der Realschule trat er im Oktober 1917 mit dem Berufsziel Innenarchitekt in die Kunstgewerbeschule ein, die er im Juni 1919 mit dem Abgangszeugnis wieder verließ. Zwischenzeitlich hatte sich im Juli 1918 seine Familie in Waffenschmied umbenennen lassen. Nachdem er einige Zeit in Dänemark verbracht hatte, ließ Waffenschmied sich in Hamburg nieder und gab, unterstützt von seiner Frau Eva, geborene Steinkrauß (* 8. Dezember 1901; † 11. November 1968), ab 1929 die Comiczeitschrift Dideldum heraus, die im Abonnement bezogen werden konnte, von mehreren Warenhausketten, unter anderem auch von Karstadt, aber als Werbeträger verwendet wurde. Waffenschmieds Theaterstück Klaus und Peter, die Weihnachtsflieger wurde im Winter 1934/1935 vom Hamburger Schauspielhaus aufgeführt. In den Jahren 1937 und 1938 zeichnete er für die Hamburger Illustrierte eine Comicserie mit dem Titel Der Meisterdetektiv, die im Gegensatz zu Waffenschmieds sonstigen Werken mit Untertiteln in Prosa versehen war. In der Zeit bis zur Einstellung von Dideldum im Jahr 1941, dem Jahr, in dem er eingezogen wurde, wurden von Waffenschmied auch mehrere Kinderbücher veröffentlicht. Nach dem Krieg scheiterte Waffenschmied mit seinem Versuch, Dideldum wieder zu beleben, sodass er im Kunst- und Antiquitätenhandel sein Auskommen finden musste.
Otto Waffenschmied verstarb kurz vor Vollendung seines 70. Lebensjahres und wurde auf dem Hamburger Friedhof Ohlsdorf neben seiner Frau beigesetzt. Die Grabstätte befindet sich im Planquadrat By 68 nordöstlich von Kapelle 11.